# Louis Simpson
Louis Aston Marantz Simpson (ur. 27 marca 1923, zm. 14 września 2012) – amerykański poeta jamajskiego pochodzenia. Laureat Nagrody Pulitzera z 1964 roku.

## Życiorys
Urodził się na Jamajce. Jego ojciec pochodził z Afryki. Jego matka urodziła się w Rosji. W wieku 17 lat wyemigrował do Stanów Zjednoczonych i rozpoczął naukę w Columbia University. W czasie II wojny światowej był żołnierzem 101 Dywizji Powietrznodesantowej i walczył z Francją, Holandią, Belgią i Niemcami. Po wojnie uczęszczał na uniwersytet w Paryżu, a następnie powrócił do USA, gdzie pracował jako redaktor w Nowym Jorku, zanim uzyskał doktorat na Uniwersytecie Columbia. Mieszkał na północnym brzegu Long Island, w pobliżu Stony Brook. 